# Szymon Woynowski
Szymon Woynowski (ur. 18 lipca 1986) – polski piłkarz ręczny, rozgrywający, od 2011 zawodnik Piotrkowianina Piotrków Trybunalski.
Wychowanek Warszawianki. W latach 2005–2010 zawodnik AZS-AWFiS Gdańsk, w którego barwach grał przez cztery sezony w Ekstraklasie. W sezonie 2010/2011 był graczem BKS-u Bochnia, w którym rozegrał 21 meczów i zdobył 162 gole, zostając królem strzelców I ligi (gr. B). W 2011 przeszedł do Piotrkowianina Piotrków Trybunalski. W sezonie 2011/2012 oraz w latach 2014–2016 grał w jego barwach w I lidze, zaś w latach 2012–2014 i od 2016 w Superlidze.
W 2006 uczestniczył w mistrzostwach Europy U-20 w Austrii, podczas których rozegrał siedem meczów i zdobył 21 goli.

## Sukcesy
Indywidualne
- Król strzelców I ligi (gr. B): 2010/2011 (162 bramki; BKS Bochnia)[2]